# Human Connectome Project
 (mai 2025).
La mise en forme du texte ne suit pas les recommandations de Wikipédia : il faut le « wikifier ».
Les points d'amélioration suivants sont les cas les plus fréquents. Le détail des points à revoir est peut-être précisé sur la page de discussion.
- Les titres sont pré-formatés par le logiciel. Ils ne sont ni en capitales, ni en gras.
- Le texte ne doit pas être écrit en capitales (les noms de famille non plus), ni en gras, ni en italique, ni en « petit »…
- Le gras n'est utilisé que pour surligner le titre de l'article dans l'introduction, une seule fois.
- L'italique est rarement utilisé : mots en langue étrangère, titres d'œuvres, noms de bateaux, etc.
- Les citations ne sont pas en italique mais en corps de texte normal. Elles sont entourées par des guillemets français : « et ».
- Les listes à puces sont à éviter, des paragraphes rédigés étant largement préférés. Les tableaux sont à réserver à la présentation de données structurées (résultats, etc.).
- Les appels de note de bas de page (petits chiffres en exposant, introduits par l'outil «  Source ») sont à placer entre la fin de phrase et le point final[comme ça].
- Les liens internes (vers d'autres articles de Wikipédia) sont à choisir avec parcimonie. Créez des liens vers des articles approfondissant le sujet. Les termes génériques sans rapport avec le sujet sont à éviter, ainsi que les répétitions de liens vers un même terme.
- Les liens externes sont à placer uniquement dans une section « Liens externes », à la fin de l'article. Ces liens sont à choisir avec parcimonie suivant les règles définies. Si un lien sert de source à l'article, son insertion dans le texte est à faire par les notes de bas de page.
- La présentation des références doit suivre les conventions bibliographiques. Il est recommandé d'utiliser les modèles {{Ouvrage}}, {{Chapitre}}, {{Article}}, {{Lien web}} et/ou {{Bibliographie}}. Le mode d'édition visuel peut mettre en forme automatiquement les références.
- Insérer une infobox (cadre d'informations à droite) n'est pas obligatoire pour parachever la mise en page.

Pour une aide détaillée, merci de consulter Aide:Wikification.
Si vous pensez que ces points ont été résolus, vous pouvez retirer ce bandeau et améliorer la mise en forme d'un autre article.
Le Human Connectome Project (HCP) est un projet de recherche d'une durée initiale de cinq ans (ultérieurement étendu à dix ans), financé par seize composantes des National Institutes of Health (NIH) et réparti entre deux consortiums d'institutions de recherche. Lancé en juillet 2009, il constitue le premier des trois « Grands Défis » du Blueprint for Neuroscience Research établi par les NIH. Le 15 septembre 2010, les NIH annoncent l’attribution de deux subventions : l'une de 30 millions de dollars sur cinq ans à un consortium dirigé par la Washington University à St. Louis et l’Université du Minnesota, avec une contribution notable de l’Université d’Oxford (FMRIB), et l'autre de 8,5 millions de dollars sur trois ans à un consortium mené par l’Université Harvard, le Massachusetts General Hospital et l’Université de Californie à Los Angeles (UCLA).
L’objectif du Human Connectome Project (HCP) était d’établir une « carte du réseau » (connectome) révélant la connectivité anatomique et fonctionnelle du cerveau humain sain. Le projet visait également à produire un ensemble de données destiné à faciliter la recherche sur divers troubles neurologiques et psychiatriques tels que la dyslexie, l’autisme, la maladie d’Alzheimer et la schizophrénie Purdy, Michael (15 septembre 2010). « Un projet de 30 millions de dollars cartographiera les connexions du cerveau » [communiqué de presse], St. Louis, Missouri : Washington University School of Medicine. Consulté le 16 février 2012.
Un certain nombre de projets successeurs sont actuellement en cours, basés sur les résultats du projet Human Connectome.

## Consortium WU-Minn-Oxford
Le consortium WU-Minn-Oxford a développé des instruments IRM améliorés, ainsi que de nouvelles méthodes d’acquisition et d’analyse d’images, permettant de cartographier la connectivité du cerveau humain avec une résolution spatiale nettement supérieure à celle des techniques précédentes. Grâce à ces avancées, le consortium a recueilli une vaste quantité de données d’IRM et de données comportementales auprès de 1 200 adultes en bonne santé — comprenant des paires de jumeaux et leurs frères et sœurs, issus de 300 familles — à l’aide d’un instrument IRM spécialement conçu fonctionnant à 3 teslas. De plus, 184 participants de cet échantillon ont été scannés avec une résolution spatiale encore plus élevée, en utilisant une IRM à 7 teslas.
Les données recueillies ont été analysées afin de cartographier les connexions anatomiques et fonctionnelles entre les différentes régions du cerveau pour chaque individu, et mises en relation avec des résultats de tests comportementaux. En comparant les connectomes et les données génétiques de jumeaux monozygotes et dizygotes, les chercheurs ont pu estimer les contributions respectives des facteurs génétiques et environnementaux dans la formation des circuits cérébraux, et identifier certaines variations génétiques pertinentes. Ces cartes ont également permis de mieux comprendre l’organisation des réseaux neuronaux du cerveau.
En utilisant une combinaison de technologies d’imagerie non invasives — notamment l’IRM fonctionnelle au repos (resting-state fMRI), l’IRM fonctionnelle basée sur des tâches (task-based fMRI), la magnétoencéphalographie (MEG), l’électroencéphalographie (EEG) et l’IRM de diffusion — le consortium WU-Minn a cartographié les connectomes à l’échelle macroscopique. Cela consistait à représenter de vastes systèmes cérébraux divisés en régions distinctes sur les plans anatomique et fonctionnel, plutôt qu’à cartographier les neurones individuellement.
Des dizaines de chercheurs et d'investigateurs provenant de neuf institutions ont contribué à ce projet. Parmi les institutions de recherche figurent : l’Université de Washington à St. Louis, le Centre de recherche en résonance magnétique à l’Université du Minnesota, l’Université d’Oxford, l’Université Saint Louis, l’Université de l’Indiana, l’Université D'Annunzio de Chieti-Pescara, l’Ernst Strungmann Institute, l’Université de Warwick, Advanced MRI Technologies et l’Université de Californie à Berkeley.
Les données résultant de cette recherche sont disponibles publiquement sur une plateforme de neuro-informatique en accès libre et en ligne.

## Consortium MGH/Harvard-UCLA
Le consortium MGH/Harvard-UCLA s'est concentré sur l'optimisation de la technologie IRM pour l'imagerie des connexions structurelles du cerveau à l'aide de l'IRM de diffusion, dans le but d'augmenter la résolution spatiale, la qualité et la vitesse. L'IRM de diffusion, utilisée dans les deux projets, cartographie les connexions fibreuses à longue distance du cerveau en suivant le mouvement de l'eau. Les modèles de diffusion de l'eau dans différents types de cellules permettent la détection de différents types de tissus. Grâce à cette méthode d'imagerie, les longues extensions des neurones, appelées matière blanche, peuvent être observées en relief.
Le nouveau scanner construit au MGH Martinos Center pour ce projet était « 4 à 8 fois plus puissant que les systèmes conventionnels, permettant l'imagerie de la neuroanatomie humaine avec une plus grande sensibilité que ce qui était possible auparavant. » Le scanner a une force de gradient maximale de 300 mT/m et une vitesse de balayage de 200 T /m/s, avec des valeurs b testées jusqu'à 20 000 s/mm^2. À titre de comparaison, une bobine à gradient standard est de 45 mT/m,.

## Tests et mesures comportementales
Pour mieux comprendre la relation entre la connectivité cérébrale et le comportement, le projet Human Connectome a utilisé une batterie de mesures fiables et bien validées qui évaluent un large éventail de fonctions humaines. Le cœur de sa batterie est constitué des outils et méthodes développés par la NIH Toolbox for Assessment of Neurological and Behavioral function.

## Recherche
Le projet Human Connectome est devenu un grand groupe d’équipes de recherche. Ces équipes utilisent le style de numérisation cérébrale développé par le Projet. Les études impliquent généralement l'utilisation de grands groupes de participants, l'analyse de nombreux angles du cerveau des participants et la documentation minutieuse de l'emplacement des structures dans le cerveau de chaque participant. Les études affiliées au projet Human Connectome sont actuellement cataloguées par le Connectome Coordination Facility. Les études se répartissent en trois catégories : les connectomes des adultes en bonne santé, les données sur les connectomes de la durée de vie et les connectomes liés aux maladies humaines. Sous chacune de ces catégories se trouvent des groupes de recherche travaillant sur des questions spécifiques.

### Connectomes adultes sains
L’étude du projet Human Connectome Young Adult a mis à la disposition de la communauté scientifique des données sur les connexions cérébrales de 1 100 jeunes adultes en bonne santé. Les scientifiques ont utilisé les données de l’étude pour étayer les théories sur les zones du cerveau qui communiquent entre elles. Par exemple, une étude a utilisé les données du projet pour montrer que l’ amygdale, une partie du cerveau essentielle au traitement émotionnel, est connectée aux parties du cerveau qui reçoivent les informations des sens et planifient les mouvements. Une autre étude a montré que les individus en bonne santé qui avaient une forte tendance à ressentir de l’anxiété ou de la dépression avaient moins de connexions entre l’amygdale et un certain nombre de zones du cerveau liées à l’attention.

### Données du connectome de la durée de vie
Il existe actuellement quatre groupes de recherche qui collectent des données sur les connexions dans le cerveau de populations autres que les jeunes adultes. Le but de ces groupes est de déterminer la connectivité cérébrale ordinaire pendant la petite enfance, l’enfance, l’adolescence et le vieillissement. Les scientifiques utiliseront les données de ces groupes de recherche de la même manière qu’ils ont utilisé les données de l’étude sur les jeunes adultes du Human Connectome Project.

### Connectomes liés aux maladies humaines
Quatorze groupes de recherche étudient comment les connexions dans le cerveau changent au cours d’une maladie particulière. Quatre des groupes se concentrent sur la maladie d’Alzheimer ou la démence. La maladie d’Alzheimer et la démence sont des maladies qui commencent avec le vieillissement. La perte de mémoire et les troubles cognitifs marquent la progression de ces maladies. Alors que les scientifiques considèrent la maladie d’Alzheimer comme une maladie ayant une cause spécifique, la démence décrit en réalité des symptômes qui pourraient être attribués à un certain nombre de causes. Deux autres groupes de recherche étudient la manière dont les maladies qui perturbent la vision modifient la connectivité dans le cerveau. Quatre autres groupes de recherche se concentrent sur les troubles anxieux et le trouble dépressif majeur, des troubles psychologiques qui entraînent une régulation émotionnelle anormale. Deux autres groupes de recherche se concentrent sur les effets de la psychose, un symptôme de certains troubles psychologiques dans lesquels un individu perçoit la réalité différemment des autres. L’une des équipes étudie l’épilepsie, une maladie caractérisée par des crises. Enfin, une équipe de recherche documente les connexions cérébrales du peuple Amish, un groupe religieux et ethnique qui présente des taux élevés de certains troubles psychologiques.
Bien que des théories aient été avancées sur la manière dont les connexions cérébrales changent dans les maladies étudiées, nombre de ces théories ont été étayées par des données provenant de populations en bonne santé. Par exemple, une analyse du cerveau d’individus en bonne santé a soutenu la théorie selon laquelle les personnes souffrant de troubles anxieux et de dépression ont moins de connectivité entre leurs centres émotionnels et les zones qui régissent l’attention. En collectant des données spécifiquement auprès de personnes atteintes de ces maladies, les chercheurs espèrent avoir une idée plus précise de la façon dont les connexions cérébrales de ces personnes évoluent au fil du temps.

## Statut
Le projet a été achevé en 2021. et une analyse rétrospective est disponible. Un certain nombre de nouveaux projets ont été lancés sur la base des résultats.

## Liens utiles
- Wiki HCP - Wiki du Projet Connectome Humain
- ICA-FIX - Documentation sur l'algorithme ICA-FIX utilisé sur les données IRMf au repos[19],[20],[21]